# Любий Едварде
«Любий Едварде» (англ. Dear Edward) — роман американської письменниці Енн Наполітано 2020 року. У книжці йдеться про 12-річного хлопчика, який єдиний вижив в авіакатастрофі, в якій загинули решта 191 пасажир, зокрема сім'я головного героя. Роман «Любий Едварде» вийшов 6 січня 2020 року у видавництві The Dial Press. Це третій роман Наполітано, а також за ним знято телесеріал.

## Написання та натхнення
Роман був частково натхненний катастрофою рейсу 771 авіакомпанії Afriqiyah Airways 12 травня 2010 року, в результаті якої загинули всі 103 пасажири та члени екіпажу, крім 9-річного хлопчика. Наполітано сказала про справжню аварію: «Ця історія просто розірвала мене. Я не могла уявити, як хлопчик зможе бути в порядку, і відчувала за своєю нав’язливою зацикленістю, що мені доведеться написати книгу, яка створить обставини, за яких він буде в порядку».

## Критичне прийняття
За даними агрегатора онлайн-рецензій Book Marks, книжка отримала переважно позитивні відгуки. Енджі Кім з The New York Times назвала його «напруженим романом, який неможливо відкласти» і «захопливим романом, який є майстерним дослідженням напруги, горя та виживання». Елізабет Іґан, також з The New York Times, назвала його «несподівано підбадьорливою історією, сповненою надії та сухого гумору, з глибоким, ненав'язливим посланням про порядність незнайомців». Книжковий рецензент NPR Геллер Макалпін назвав її «зворушливою історією, яка безпомилково викликає сльози» і «частково розповіддю про почуття провини тих, хто вижив, яке підживлюється тягарем гнітючих, часто дивних очікувань щодо диво-хлопчика». Дженна Буш Гаґер, співведуча програми Today with Hoda &amp; Jenna та донька колишнього президента США Джорджа Буша, обрала роман «Любий Едварде» для свого книжкового клубу Read With Jenna у січні 2020 року. Стефані Ларратт із Today написала: «Хоча в основі історії — трагедія, це книжка про спільну людяність, нові починання та пошук надії навіть у найтяжчому досвіді».
Книжка потрапила до списку бестселерів The New York Times 26 січня 2020 року, дебютувавши на 2-му місці в категорії «Художня література у твердій обкладинці» та на 3-му місці в категорії «Комбінована художня література в друкованому та електронному вигляді».

## Телеадаптація
У лютому 2022 року Apple TV+ замовила телесеріальну адаптацію роману. Серіал складається з 10 епізодів, які створили Apple Studios з Джейсоном Катімсом як керівником проєкту. У ньому зіграли Конні Бріттон, Тейлор Шиллінг і Колін О'Браєн у ролі Едварда. Також ролі зіграли такі актори: Емі Форсайт у ролі Лінди, Картер Гадсон у ролі Джона, Єва Аріель Біндер у ролі Шей, Максвелл Дженкінс у ролі Джордан, Дженна Куреші у ролі Магіри, Бріттані С. Голл у ролі Аманди, Одрі Корса у ролі Зої, Анна Узеле у ролі Адріанни, Іван Шоу у ролі Стіва, Ідріс Дебранд у ролі Коджо та Даріо Ладані Санчес у ролі Сема.
Режисером першого епізоду став Фішер Стівенс.19 квітня 2023 року було повідомлено, що серіал скасували після одного сезону з 10 серій.

## Переклад українською
2025 року у видавництві «Віват» вийшов український переклад роману. Перекладачка — Дарія Цицюра.